# قائمة معتقلي غوانتانامو الحاليين
اعتقلت الولايات المتحدة الأمريكية أكثر من 779 معتقلاً إدارياً خارج نطاق القضاء في معتقل غوانتانامو الأمريكي في كوبا منذ فتح معسكرات الاعتقال في 11 يناير 2002، وانخفض العدد إلى 160 تقريبًا في ديسمبر 2013. وفي 17 يناير 2017 أعلنت الحكومة الأمريكية أنها ما زالت تعتقل 41 معتقلًا في غوانتانامو. وأعلنت السلطات الأمريكية سنة 2023 أن عدد المعتقلين وصل إلى إحدى وثلاثين، أُدين منهم اثنان فقط.
وفي 6 يناير 2025، أعلنت وزارة الدفاع الأميريكية أنّها سلّمت إلى سلطنة عُمان 11 يمنياً كانوا معتقلين في غوانتانامو، كما نقلت الولايات المتحدة أيضا 4 معتقلين آخرين إلى كينيا وماليزيا وتونس. من بينهم خالد أحمد قاسم الذي لم يُتهم بارتكاب جريمة قط بعد أن قضى أكثر من 20 عاما. وبذلك لم يبق سوى 15 سجيناً لا يزالون محتجزين فيه.
القائمة التالية تضم 15 معتقلًا ما زالوا معتقلين في غوانتانامو.

## معتقلون بموجب قانون الحرب ولكن يوصى بنقله
| # | الاسم                            | اسم الشهرة  | معتقل منذ | الدولة                                                                  |
| - | -------------------------------- | ----------- | --------- | ----------------------------------------------------------------------- |
| 1 | معين الدين جمال الدين عبد الستار | عمر الفاروق | 2002      | الروهينجا عديمي الجنسية ميانمار قبل الإبادة الجماعية للروهينجا عام 2017 |
| 2 | إسماعيل علي فرج علي بكوش         |             | 2002      | ليبيا                                                                   |
| 3 | جوليد حسن دران                   |             | 2006      | الصومال                                                                 |

## معتقلون بموجب قانون الحرب إلى أجل غير مسمى ولا يوصى بنقلهم
| # | الاسم                                    | اسم الشهرة                     | معتقل منذ | الدولة             |
| - | ---------------------------------------- | ------------------------------ | --------- | ------------------ |
| 1 | زين العابدين محمد حسين                   | أبو زبيدة                      | 2006      | الأراضي الفلسطينية |
| 2 | مصطفى فرج محمد محمد مسعود الجديد العزيبي | أبو الفرج الليبي               | 2006      | ليبيا              |
| 3 | محمد رحيم                                | محمد رحيم الأفغاني، عبد البصير | 2008      | أفغانستان          |

## متهم في نظام اللجان العسكرية
| # | الاسم                             | اسم آخر                   | محتجز | دولة                     |
| - | --------------------------------- | ------------------------- | ----- | ------------------------ |
| 1 | مصطفى أحمد آدم الهوساوي           |                           | 2006  | المملكة العربية السعودية |
| 2 | رمزي محمد عبدالله بن الشيبة       | أبو عبيدة، رمزي بن الشيبة | 2006  | اليمن                    |
| 3 | وليد محمد صالح بن مبارك بن عطاش   | وليد بن عطاش              | 2006  | اليمن                    |
| 4 | عبد الرحيم حسين محمد عبده النشيري | أبو بلال المكي            | 2006  | المملكة العربية السعودية |
| 5 | علي عبد العزيز علي                | عمار البلوشي              | 2006  | باكستان                  |
| 6 | إنسيب نورجامان                    | حنبلي، رضوان عصام الدين   | 2006  | أندونيسيا                |
| 7 | خالد شيخ محمد                     | خالد شيخ محمد، مختار      | 2006  | باكستان                  |

## مدانون في نظام اللجان العسكرية
| # | اسم                              | اسم آخر                          | محتجز | دولة   | ملحوظات |
| - | -------------------------------- | -------------------------------- | ----- | ------ | --- |
| 1 | علي حمزة أحمد سليمان البهلول     | أبو أنس المكي                    | 2002  | اليمن  | أُدين في عام 2008 بالتآمر مع تنظيم القاعدة، والتحريض على القتل، وتقديم الدعم المادي للإرهاب، وحُكم عليه بالسجن مدى الحياة. ومع ذلك، ألغيت جميع الإدانات باستثناء التآمر في عام 2013.. |
| 2 | نشوان عبدالرزاق عبدالباقي التمير | عبد الهادي العراقي، نشوان التمير | 2007  | العراق | |